# Rehderodendron kweichowense
Rehderodendron kweichowense là một loài thực vật có hoa trong họ Bồ đề. Loài này được Hu miêu tả khoa học đầu tiên năm 1931.